# Курташкинське сільське поселення
Курта́шкинське сільське поселення (рос. Курташкинское сельское поселение) — муніципальне утворення у складі Атюр'євського району Мордовії, Росія. Адміністративний центр — село Курташки.

## Історія
Станом на 2002 рік існували Вільно-Нікольська сільська рада (село Вільно-Нікольське, присілок Руська Козловка) та Курташкинська сільська рада (села Булдига, Курташки, Оброчне, присілок Уразовка).
26 травня 2014 року до складу Курташкинського сільського поселення була включена територія ліквідованого Вільно-Нікольського сільського поселення.

## Населення
Населення — 789 осіб (2019, 1126 у 2010, 1169 у 2002).

## Склад
До складу поселення входять такі населені пункти:
| Населений пункт           | Населення, осіб (2002) | Населення, осіб (2010) |
| ------------------------- | ---------------------- | ---------------------- |
| Булдига, село             | 4                      | 1                      |
| Вільно-Нікольське, село   | 232                    | 182                    |
| Курташки, село            | 747                    | 748                    |
| Оброчне, село             | 169                    | 185                    |
| Руська Козловка, присілок | 14                     | 9                      |
| Уразовка, присілок        | 3                      | 1                      |